# Evangelický hřbitov v Požděnicích
Evangelický hřbitov v Požděnicích (Cmentarz ewangelicki w Pożdżenicach) je hřbitov nacházející se v jihozápadní části polské vsi Pożdżenice u Zelova (Zelów) v okrese Bełchatów v Lodžském vojvodství.
Původně sloužil jak luteránům, tak i reformovaným.
Na hřbitově se zachovalo několik desítek náhrobků s českými, německými a polskými nápisy a velký dřevěný kříž.